# Bataille du cap Sicié
Guerre de Succession d'Autriche
Batailles
- Mollwitz (04-1741)
- Chotusitz (05-1742)
- Sahay (05-1742)
- Prague (06/12-1742)
- Dettingen (06-1743)
- Cap Sicié (02-1744)
- 19 mai 1744
- Menin (05/06-1744)
- Ypres (06-1744)
- Furnes (07-1744)
- Fribourg (11-1744)
- Tournai (04/06-1745)
- Pfaffenhofen (04-1745)
- Fontenoy (05-1745)
- Hohenfriedberg (06-1745)
- Melle (07-1745)
- Gand (07-1745)
- Bruges (07-1745)
- Audenarde (07-1745)
- Termonde (08-1745)
- Ostende (08-1745)
- Nieuport (08/09-1745)
- Ath (09/10-1745)
- Soor (09-1745)
- Hennersdorf (11-1745)
- Kesselsdorf (12-1745)
- Culloden (04-1746)
- Mons (06/07-1746)
- Bruxelles (01/02-1746)
- Namur (09-1746)
- Charleroi (07/08-1746)
- Lorient (09/10-1746)
- Rocourt (10-1746)
- Cap Finisterre (1er) (05-1747)
- Lauffeld (07-1747)
- Bergen-op-Zoom (07/09-1747)
- Cap Finisterre (2e) (10-1747)
- Saint-Louis-du-Sud (03-1748)
- 18 mars 1748
- Maastricht (04/05-1748)

Campagnes italiennes
- Combat de Saint-Tropez (06-1742)
- Camposanto (02-1743)
- Villafranca (04-1744)
- Casteldelfino (07-1744)
- Velletri (08-1744)
- Madonne de l'Olmo (09-1744)
- Bassignana (09-1745)
- Josseau (10-1745)
- Plaisance (06-1746)
- Tidone (08-1746)
- Rottofreddo (08-1746)
- Gênes (1er) (12-1746)
- Gênes (2e) (07-1747)
- Assietta (07-1747)

Antilles
- Portobelo
- 8 avril 1740
- Fort Mose (en)
- Saint Augustine
- Expédition Anson
- Carthagène des Indes
- Santiago de Cuba (1re)
- Géorgie
- La Guaira (en)
- Puerto Cabello (en)
- Cape Sicié
- Panama
- Bloody Marsh
- Bahamas
- Glorioso
- 18 mars 1748
- Santiago de Cuba (2e) (en)
- La Havane

La bataille du cap Sicié ou bataille de Toulon, du 22 février 1744, oppose, dans le cadre de la guerre de Succession d'Autriche, une escadre espagnole voulant forcer le blocus de la rade de Toulon, appuyée par la flotte française du Levant, à la flotte britannique de Méditerranée, qui au terme de cette journée de combat est obligée de battre en retraite.
Une particularité de cette bataille est qu'elle a eu lieu avant la déclaration de guerre officielle entre la France et la Grande-Bretagne, qui en revanche était en guerre contre l'Espagne.

## Contexte général

### La guerre anglo-espagnole dans les colonies
La Grande-Bretagne (George II) et l'Espagne (Philippe V) sont depuis 1739 en conflit dans le monde colonial (Guerre de l'oreille de Jenkins). Bien qu'alliée de l'Espagne, du fait du pacte de famille des Bourbons, la France ne participe pas à ce conflit.

### La guerre de Succession d'Autriche
En revanche, depuis 1741 elle est impliquée dans la guerre de Succession d'Autriche, comme alliée de la Prusse (Frédéric II) et de la Bavière (Charles Albert, empereur en 1742) face à l'Autriche (Marie-Thérèse) alliée de la Grande-Bretagne et des Provinces-Unies. L'Espagne, avec le royaume de Sicile (où règne un fils de Philippe V, Charles, futur roi d'Espagne), intervient en Italie où l'Autriche trouve un autre allié dans le royaume de Sardaigne (Charles-Emmanuel III).
Les flottes britannique et espagnole s'affrontent donc en Méditerranée à partir de la fin de 1741.

### Situation particulière de la France
La France n'est pas officiellement en guerre contre la Grande-Bretagne (la déclaration interviendra le 15 mars 1744) ni d'ailleurs contre l'Autriche (déclaration de guerre le 16 avril 1744) contre qui elle intervient sous le couvert de la Bavière.
Elle fournit cependant son aide à la marine espagnole en Méditerranée (combat de Saint-Tropez, 1742). En juin 1743, une armée française affronte une armée britannique en Allemagne à Dettingen et est battue. 
En janvier-février 1744, la France fait même des préparatifs pour envahir la Grande-Bretagne et placer sur le trône le prétendant jacobite, en exil à Paris.

## Situation avant la bataille

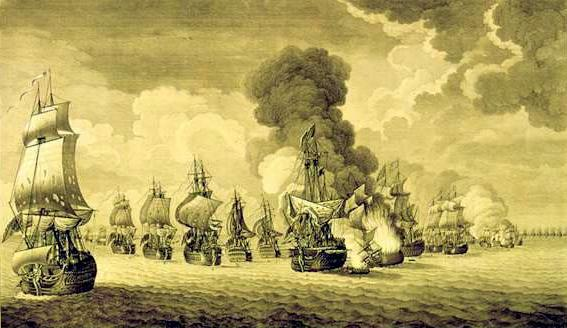
Gravure représentant le bataille du cap Sicié, qui est appelée aussi « bataille de Toulon » par les Britanniques et les Espagnols.

L'escadre espagnole (12 vaisseaux à la suite du Real-Felipe (110 canons)), commandée par l'amiral Juan José Navarro qui transportait des troupes de Barcelone à Gênes a été obligée de s'abriter à Toulon pour échapper aux Britanniques. Son objectif est de forcer le blocus de la rade.
La flotte française à Toulon (16 vaisseaux de ligne) est commandée par le lieutenant général des armées navales Court de La Bruyère, qui a ordre de prendre la mer avec les Espagnols sous ses ordres pour forcer le blocus britannique. Pour sauver les apparences, il doit éviter de tirer le premier.
La flotte britannique est commandée par l'amiral Thomas Mathews, qui doit empêcher les Espagnols de parvenir en Italie, et attaquer les navires français au cas où ils prendraient la mer avec les Espagnols. Sa base est le port d'Hyères, qui relève alors du Piémont, donc du royaume de Sardaigne. Il y a rejoint une escadre commandée par l'amiral Richard Lestock.

## Les forces en présence

### Dispositif franco-espagnol
L'escadre d'avant-garde, sous les ordres du chef d'escadre Pierre Gabaret, a huit vaisseaux ; celle du centre, a six vaisseaux français et deux espagnols ; l'arrière-garde, sous les ordres de Don Navarro, regroupait les 10 autres vaisseaux espagnols.
Parmi ces vaisseaux espagnols, six sont des navires de guerre d'origine : il s'agit des Real Felipe, Santa Isabel, El Constante, América, Hércules et San Fernando. Les autres sont des navires de la Carrera de Indias, la compagnie des Indes espagnole. La principale différence entre les deux types se situe dans le calibre de l'artillerie embarquée : 24 ou 36 livres pour les navires de ligne, 12 ou 18 pour les navires de compagnie. Ainsi, la valeur au combat de deux navires d'une même force apparente, 60 canons par exemple, est très différente.
| Escadre bleue (avant-garde) Royaume de France - Le Borée (64 canons), capitaine de Marqueu - Le Toulouse (60), D'Arton - Le Tigre (50), Saurin - L'Éole (64), D'Alver - L'Alcyon (56), Lancel - Duc d'Orléans (68), Dornes - L’Espérance (74), D'Héricourt - Pierre Gabaret (chef d'escadre) |  | Escadre blanche (corps de bataille) Royaume de France - Le Trident (64), M. de Caylus - Le Bienheureux (60), capitaine de Gramier - L'Aquilon (44), De Vaudrevil - Le Solide (64), De Châteuneuf - Le Diamant (50), De Manak - Le Ferme (70), De Gorgue - Le Terrible (74), M. de La Jonquière navire amiral de Court de La Bruyère - Le Saint-Esprit, (68), Bailli de Piosin - Le Sérieux (64), M. de Chaylus |  | Escadre blanche et bleue (arrière-garde) Royaume d'Espagne - Oriente (60), Joaquim Villena - América (60), Anibal Petrucci - Neptuno (60), Henri Olivares - Poder (60), Rodrigo Urrutia - El Constante (70), Agustin Iturriaga - Real Felipe (110), Nicolas Gerardino, navire amiral de Don Navarro - Hercules (64), Cosme Alvarez - Brillante (60), Blas de la Barreda - Alcón (60), Jose Renteria - San Fernando (64), Comte de Vegaflorida - Sobierdo (60), Juan Valdes - Santa Isabel (80), Ignacio Dautevil. |

En dehors de la ligne, on trouvait trois frégates, servant pour répéter les signaux faits par l'amiral. La Saphir, de 32 canons, est rattachée à l'avant-garde; L'Atalante, de 32 aussi est rattachée au corps de bataille, comme l'est une autre frégate de 24 canons. Avec l'escadre espagnole, une frégate de 30 canons. La flotte franco-espagnole comptait encore 2 brûlots et un navire-hôpital.

### Dispositif britannique
Les Britanniques alignent 29 navires. Le contre amiral Rowley, sur le Barfleur, commande l'avant-garde (9 vaisseaux), le vice-amiral Mathews le centre (10 vaisseaux) et le vice-amiral Lestock, l'arrière-garde (10 vaisseaux).
| Escadre blanche (avant-garde) Royaume de Grande-Bretagne - HMS Chatham (50) - HMS Nassau (70) - HMS Chichester (80) - HMS Boyne (80) - HMS Barfleur 90, contre-amiral Rowley - HMS Princess Carolina (80) - HMS Berwick (70) - HMS Stirling Castle (70) - HMS Bedford (70) |  | Escadre rouge (corps de bataille) Royaume de Grande-Bretagne - HMS Dragon (60) - HMS Royal Oak (70) - HMS Princess (70) - HMS Somerset (80) - HMS Norfolk (80) - HMS Malborough (90) - HMS Dorsetshire (80) - HMS Essex (70) - HMS Rupert (60) - HMS Namur (90), amiral Mathews |  | Escadre bleue (arrière-garde) Royaume de Grande-Bretagne - HMS Salisbury (50) - HMS Romney (50) - HMS Dunkirk (60) - HMS Revenge (70) - HMS Cambridge (80) - HMS Neptune (90), vice-amiral Lestock - HMS Torbay (80) - HMS Russell (80) - HMS Buckingham (70) - HMS Elizabeth (70) - HMS Kingston (60) - HMS Oxford (50) - HMS Warwick (60) |

En dehors de la ligne de bataille, les Britanniques disposent aussi de trois frégates, la Diamond (40 canons), la Durstey (22 canons) et la Winchelsea (22 canons), deux brûlots, l’Ann Galloway (8 canons) rattaché à l'escadre rouge, et le Mercury rattaché à l'arrière-garde de Lestock et 3 brigantins. Il y a aussi un navire-hôpital, Sutherland (18 canons), deux transports et deux ravitailleurs. Ils sont en dehors de la ligne et ne prennent pas part au combat.

### Les amiraux

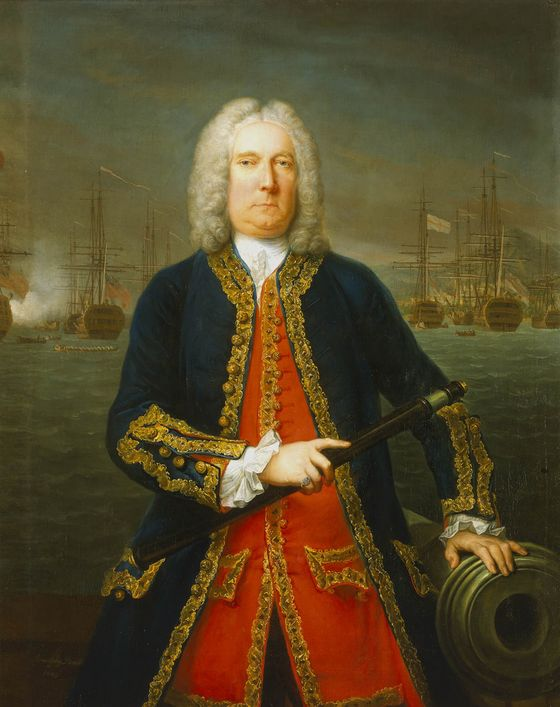
L'amiral britannique Thomas Mathews (1676-1751), vu par le peintre Claude Arnulphy en 1743.

- Court de La Bruyère (1666-1752).

Lieutenant de vaisseau en 1689, il participe à de nombreux combats comme Béveziers, Lagos, Velez-Màlaga. En 1710, il prend une semi-retraite, ne participant plus à des commandements effectifs à la mer. Nommé chef d'escadre en 1715, lieutenant général en 1728, il est rappelé au service en 1741. Après près de 30 ans d'inactivité, il prend le commandement de l'escadre de Méditerranée.
- Don Juan José Navarro (1678-1772)

Âgé de 59 ans, chef d'escadre depuis 1737.
- Mathews (1676-1751)

Âgé de 69 ans, souffrant de la gravelle, il a été nommé en mars 1741 à la tête de la Mediterranean Fleet sans que l'on puisse clairement voir les raisons de ce choix.
- Lestock (1679 ?-1746)

Légèrement moins âgé que son chef, il est, pour sa part atteint de crises de goutte qui le laissent hors d'état de commander, comme le précise aimablement son chef, Mathews…
- Rowley (1690 ?-1768)

## Les manœuvres des 8-10 février
Les Franco-Espagnols appareillent le 8 février, profitant d'un vent de nord. Mais il est faible et tourne au nord-ouest. Le lendemain, les Espagnols de l'arrière-garde n'ont pas encore atteint la pleine mer. Avertis par leurs frégates, les Britanniques appareillent, mais le vent qui tourne au sud-ouest gêne la manœuvre.
Le 10 février, la flotte combinée a formé sa ligne de bataille, cap au sud. Les Britanniques apparaissent, au vent, sur l'arrière. Le vent tombe et finit par tourner à l'est.
Les Britanniques prennent leur ordre de bataille. De manière très classique, on se range par ordre d'ancienneté des amiraux. En étant tribord amûres, le commandant en chef se place au centre, le plus ancien à l'avant-garde et le plus « jeune », à l'arrière-garde. Or, en sortant de la rade d'Hyères, c'est Lestock et son escadre qui sont en tête. Mais bâbord amures… En conséquence, les divisions de l'escadre britanniques se mettent à permuter leurs positions!
Vers 15 h, Mathews hisse le signal ordonnant de former la ligne de bataille. À ce moment-là, le corps de bataille britannique est à 4 milles nautiques environ à l'est des Franco-Espagnols. Rowley, devant, est à 5 milles, et Lestock, en arrière, est à environ 3 milles au nord-est des autres Britanniques.
À 18 h 30, la nuit commence à tomber (heure solaire à l’époque). Les Britanniques ne sont pas encore en ligne. Mathews envoie son signal de nuit. Les 4 lanternes aux haubans de misaine appuyés de 8 coups de canons, ordonnent de rester bâbord amures, cap au sud. Il pense que ses subordonnés finiront de prendre leur place dans la ligne de bataille avant d'obéir au signal de nuit. Il n'en est rien.
Pendant la nuit, la flotte franco-espagnole dérive vers l'ouest. Comme les Britanniques, sauf Lestock qui, plus près de la côte, est emmené vers l'est par le courant. Au matin, Lestock est à 7 ou 8 milles à l'est du reste de l'escadre.

## Le combat du 22 février

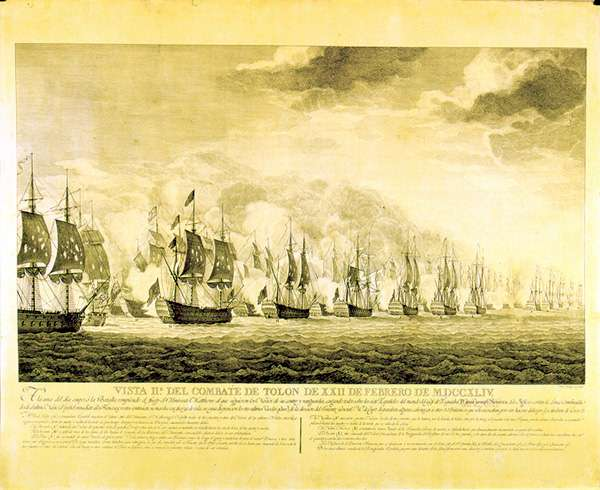
Les deux flottes engagent le combat en ligne de file. (Illustration de Diego de Mesa, vers 1796-1797)

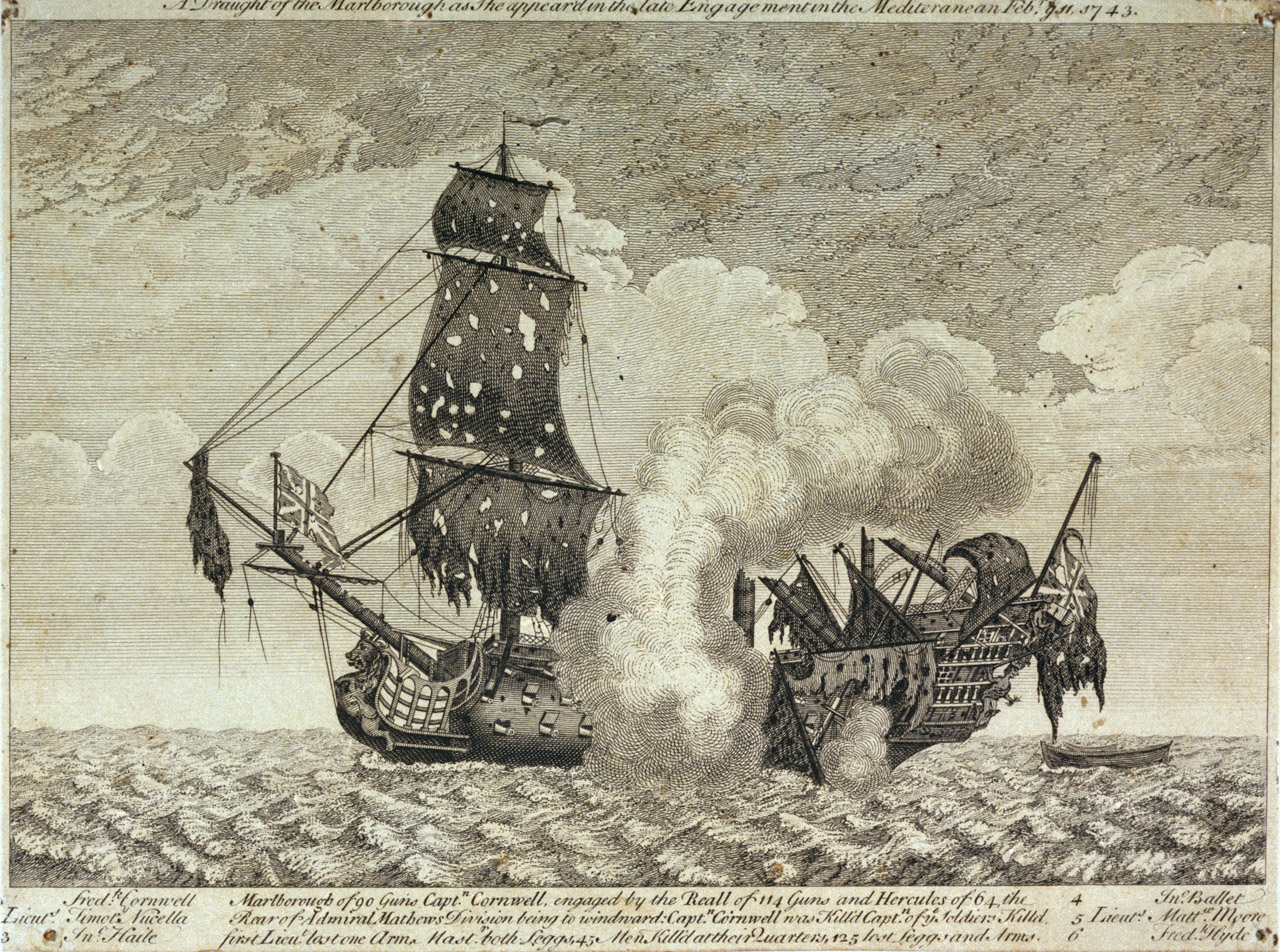
Le HMS Marlborough (90 canons) après la bataille. Le vaisseau britannique est totalement hors de combat. (Auteur inconnu)

### Vue d'ensemble
Au lever du jour, Mathews renouvelle son signal de « former la ligne ». À 7 h 30, il arbore un pavillon blanc à son mât de pavillon pour signaler à Lestock de forcer de voiles. C'est le signal no 12 des Instructions de combat. S'il avait voulu faire signe à Rowley, escadre bleue, il aurait arboré un pavillon bleu au même endroit. Lestock ne réagit pas. Mathews envoie alors un lieutenant dans un canot pour donner son ordre de vive voix. Sans résultat, même après un deuxième envoi de canot. Peu après, Mathews renvoie le signal « former la ligne de bataille ». Pour cet ordre, c'est un pavillon union-jack envoyé à la corne d'artimon et appuyé d'un coup de canon. Ce signal va rester en place jusqu'à la fin du combat et jouera un rôle dans la piètre prestation des marins britanniques.
Les deux lignes de vaisseaux courent sur des routes parallèles, plein sud, espacés d'environ 3 milles nautiques.
L'amiral britannique constate que les Français suivent ses changements de voilure pour rester à son niveau et l'empêcher de viser les Espagnols. Vers midi, rien n'a changé et Mathews craint que les Français ne cherchent simplement à l'éloigner, l'attirer au large pour permettre aux Espagnols de passer leurs troupes en Italie sans risque.
Vers midi, l'amiral britannique décide de passer à l'attaque. Il vire à tribord, droit sur la ligne française, entraînant son escadre en ligne de front vers les Franco-Espagnols. Mais le signal de former la ligne flotte toujours à son mat d'artimon...
En conséquence, le contre-amiral Rowley, qui commande l'avant-garde, ne comprend pas trop la manœuvre. Il vire à tribord, imitant son chef, mais les 4 navires de tête continuent sur le même cap, probablement pour éviter que les Français virent et puissent prendre entre 2 feux l'escadre britannique qui se dirige vers les Espagnols.
Les Britanniques ont l'avantage du vent : vent de Nord est, la flotte franco-espagnole navigue cap au sud. Les Britanniques l'attaquent sur son flanc gauche. C'est conforme à la tactique britannique habituelle : en se plaçant du côté du vent, on est maître du moment et du lieu de l'attaque. Pour les Français, la tactique habituelle est d'être sous le vent. Cela permet de se dégager plus facilement ; les pièces d'artillerie du côté du vent ont moins de risque de se retrouver trop bas et la fumée des coups de canon ne vient pas boucher la vue de l'ennemi. Les Britanniques visent l'escadre espagnole, profitant de l'espace existant entre celle-ci et le centre français. Le Namur de Rowley affronte le Real Felipe. C'est encore un respect des traditions qui voient les chefs s'affronter directement.
Dans le combat, les navires britanniques continuent de respecter les signaux faits par Mathews. Ils restent en gros sur une même ligne, sans chercher à manœuvrer pour accabler successivement les navires espagnols.
Mathews oppose donc deux de ses escadres, blanche et rouge, à la seule escadre bleue, espagnole. Lestock, qui commande l'escadre bleue britannique, et qui déteste son chef, suit l'ordre reçu « former la ligne de bataille », ignorant l'ordre suivant « engager le combat ». Il canonne, de loin, les derniers navires espagnols.
La canonnade cause des dégâts de part et d'autre. Le Hercules supporte l'attaque de trois vaisseaux britanniques et doit sortir de la ligne. Le Poder, navire de compagnie, soutient l'attaque du Somersert, 80 canons. Puis il doit se mesurer aux Bedford, Dragon et Kingston. Il finit par amener son pavillon devant le Berwick de Hawke. Du côté britannique, c'est le Marlborough qui souffre le plus, avec plus de 150 hommes tués ou blessés, quasiment démâté.
Les Britanniques utilisent un brûlot, Ann Galloway. Il traverse la ligne britannique, grand largue, et vise le navire amiral espagnol, le trois-ponts Real Felipe qui échange bordée sur bordée avec le Namur. Le navire de Don José Navarro est dégagé par le Brillante, son matelot d'arrière qui canonne le brûlot et le fait exploser sans qu'il ne cause de dommages. Le lieutenant Mackey, commandant, l'artificier et 4 marins sur les 45 hommes d'équipage sont tués dans l'explosion.
Quand l'amiral français, non engagé, signale à son avant-garde de virer pour prendre les Britanniques entre deux feux, il est 15 h 0. Ce qui prend du temps car Gabaret, dans un premier temps, ne voit pas le signal. Les 3 premiers vaisseaux français commencent à virer puis, voyant que leur chef ne manœuvre pas, reprennent le cap initial. Court réitère son ordre. Quand Gabaret l'exécute, il vire « en succession » alors que l'ordre était de virer simultanément.
Rowley signale alors à ses navires de virer à leur tour. Les Français passent à portée de mousquet de l'arrière des trois navires de tête britanniques mais ne tirent pas. Au passage, les Franco-Espagnols reprennent possession du Poder, avant même que Hawke ait pu retirer son équipage de prise, mais le navire est tellement avarié qu'il sera coulé le lendemain. Mathews fait virer ses navires à son tour et l'action prend fin.

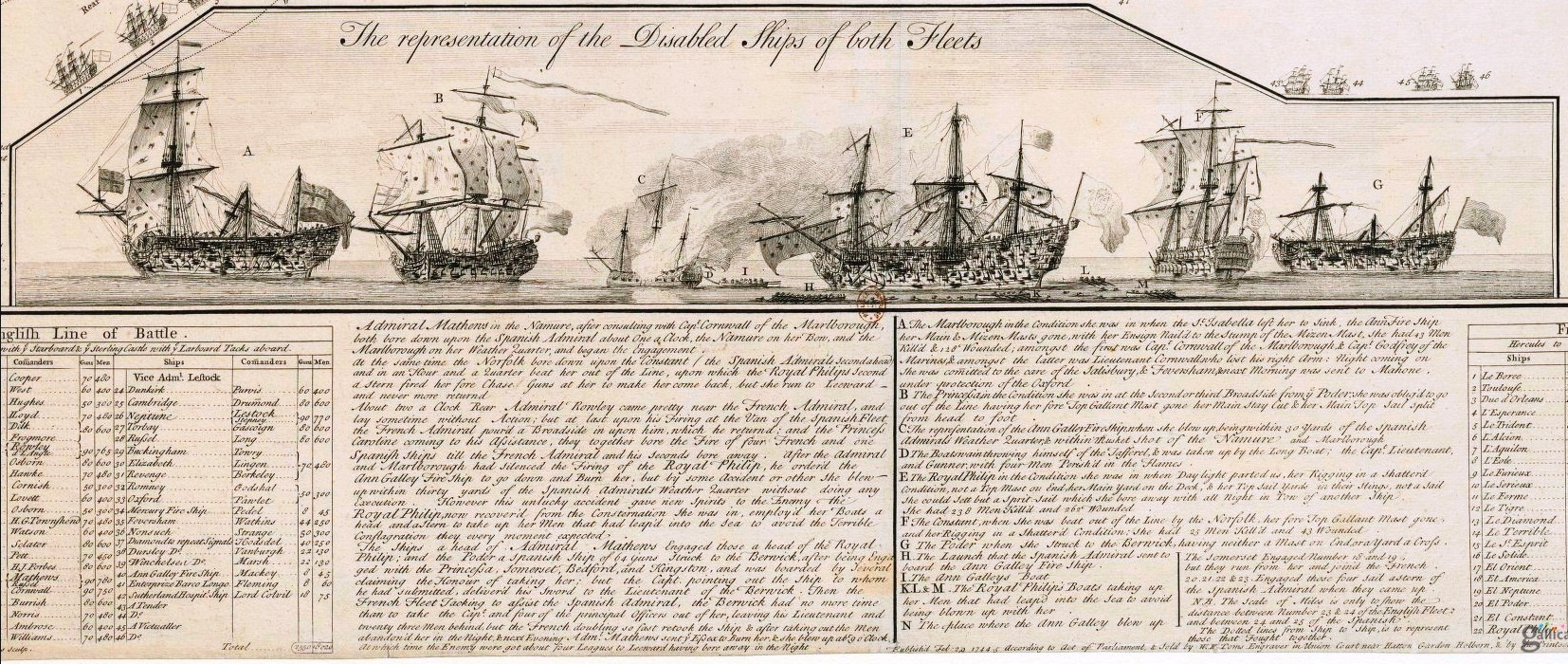
Gravure britannique présentant les navires des deux flottes les plus abîmés par le combat.

### Les tactiques
Combat en ligne de file (problèmes rencontrés)
Usage de brûlots.
La transmission des ordres (problèmes rencontrés).

### Bilan

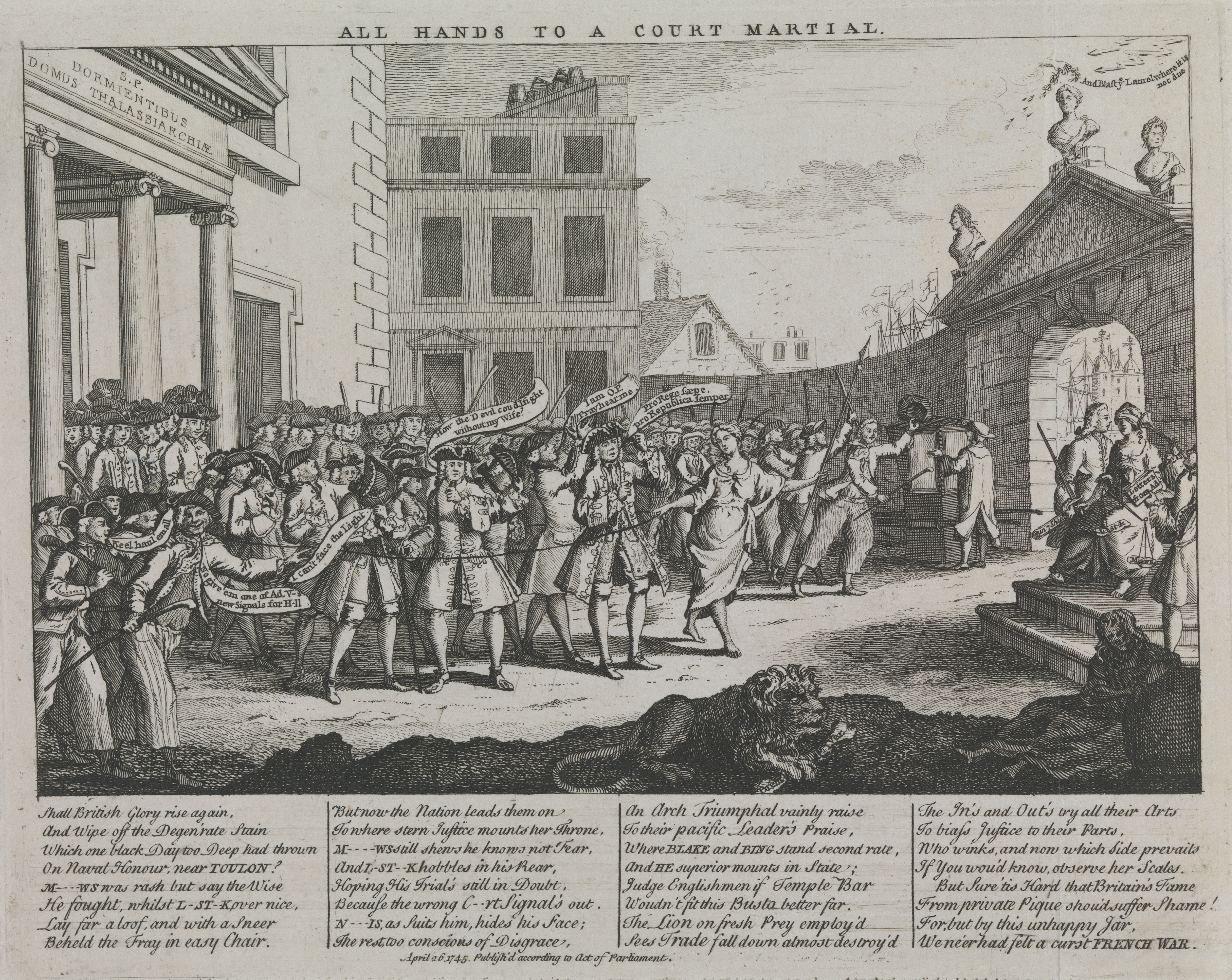
Les officiers britanniques passant en cour martiale en 1745 pour rendre compte de leur défaite (caricature).

Personne ne cherche à reprendre le combat. Les Britanniques gagnent Minorque. Toulon est débloqué. Les Français et les Espagnols gagnent Carthagène.
Cette bataille est interprétée par tout le monde comme une défaite britannique.

## Les conséquences
Mathews passe en cour martiale et est mis à la retraite. Lestock est acquitté, ayant pu s'abriter derrière l'argument d'une obéissance aveugle aux ordres reçus.
Les Espagnols se plaignent du peu de soutien reçu de leurs alliés. Pour complaire à Madrid, le vieux Court La Bruyère est relevé de son commandement. Don Navarro reçoit le titre de marquis de la Victoire (marqués de la Victoria).
Mais surtout, la bataille du cap Sicié fera prendre conscience de la sclérose de la pensée navale des grandes marines européennes. Le principe des grandes évolutions géométriques d'escadres, voulues par les théoriciens, aboutit à faire passer la recherche de la victoire derrière le respect absolu des ordres, et la transmission des ordres est handicapée par la faiblesse des moyens laissés à la disposition des amiraux.
Cette bataille a donc eu pour conséquence la recherche de meilleurs modes de commandement, que les Britanniques seront les premiers à mettre en application.

### Sources et bibliographie
- Guy Le Moing, Les 600 plus grandes batailles navales de l'Histoire, Marines Éditions, 2011
- Georges Lacour-Gayet, La Marine militaire de la France sous le règne de Louis XV, Honoré Champion éditeur, 1902
- Michel Vergé-Franceschi (dir.), Dictionnaire d'Histoire maritime, éditions Robert Laffont, coll. « Bouquins », 2002
- H.-E. Jenkins (trad. de l'anglais), Histoire de la marine française : des origines à nos jours, Paris, Albin Michel, 1977, 428 p. (ISBN 2-226-00541-2)
- Jean-Claude Castex, Dictionnaire des batailles navales franco-anglaises, Laval (Canada), éditions Presses Université de Laval, 2004 (ISBN 2-7637-8061-X, lire en ligne)Cette bataille est décrite pages 386 et s., sous le nom de Bataille de Toulon.
- (en) R. Beatson, Naval and military memoirs of Great Britain from 1727 to 1783, Londres, 1804
- (en) Nicholas B&T Tunstall, Naval Warfare in the Age of Sail. The Evolution of Fighting Tactics, 1650-1815, Londres, 1990 (ISBN 0-7858-1426-4)Très détaillé, sur plusieurs pages de texte, avec schémas.
- (en) J. S. Corbett, « Fighting Instructions 1530-1816 », Naval Review,‎ 1905Pour les signaux et ordres britanniques.
- (es) C. Martinez-Valverde, « La campaña de Don José Navarro en el Mediterràneo y la batalla de Sicié (1742-1744) », Revista de Historia Naval,‎ 1983